# Spitzerův vesmírný dalekohled
Spitzerův vesmírný dalekohled či Space Infrared Telescope Facility (zkráceně SIRTF nebo i Spitzer) je vesmírná observatoř určená k pozorování objektů v infračerveném oboru světla. Jedná se o největší infračervený teleskop, který byl vypuštěn do vesmíru, a představuje poslední článek projektu Velkých observatoří spadajícího pod americký Národní úřad pro letectví a kosmonautiku. Tento teleskop, vypuštěný 25. srpna 2003, učinil celou řadu objevů, mezi něž patří např. přímé zachycení světla exoplanet HD 209458 b a TrES-1, potvrzení teorie, že galaxie Mléčná dráha je ve skutečnosti spirální galaxií s příčkou nebo zmapování atmosféry exoplanety HD 189733 b. S jeho pomocí byla vytvořena fotografická mozaika Mléčné dráhy skládající se z 800 tisíc samostatných snímků. Celou misi společně řídí Jet Propulsion Laboratory a Spitzer Science Center (Pasadena, USA).
Základní délka mise činila dva a půl roku, poté byla prodlužována až do stádia, kdy došlo k vyčerpání zásob chladicího helia, bez něhož není nadále možné v některých částech spektra provádět měření. Tato skutečnost konkrétně nastala ke dni 15. května 2009. Od tohoto data až doposud (2014) pokračuje tzv. „Teplá mise“ (ang. Warm Mission), během níž se dalekohled postupně zahřál na teplotu T ≈ 30 K. Pozorovací možnosti dalekohledu tedy již nedosahují takových výkonů, jako tomu bylo v období před vyčerpáním hélia, nicméně se ukázalo, že je pro vědu i přesto stále velmi přínosným. V roce 2013 se předpokládalo, že mise bude pokračovat nejméně do konce září 2014, s teoretickou možností prodloužit celou misi až do roku 2016.
Dalekohled byl pojmenován dle Lymana Spitzera, amerického teoretického fyzika, který jako první prosazoval myšlenku umisťovat dalekohledy do vesmíru, když ve své práci Report to Project Rand: Astronomical Advantages of an Extra-Terrestrial Observatory z roku 1946 vysvětlil výhody vesmírného prostředí pro astronomická pozorování. Stavba Spitzerova vesmírného dalekohledu stála celkem 670 milionů amerických dolarů. Rozpočet NASA přiřkl projektu SIRTF na rok 2008 celkem 68,4 milionů USD, na rok 2009 se pak operovalo s částkou 71,7 milionů USD. S blížícím se koncem celé mise se přidělovaná částka postupně snižuje.
NASA oznámila konec mise na 30. ledna 2020.

## Historie projektu
Již na počátku osmdesátých let 20. století začali astronomové zvažovat možnost umístění infračerveného teleskopu mimo rušivé elementy zemské atmosféry. National Research Council (Národní výzkumná rada) vydala roku 1979 zprávu A Strategy for Space Astronomy and Astrophysics for the 1980's, v níž označila Shuttle Infrared Telescope Facility (Infračervený teleskop nesený na palubě raketoplánu) jako jedno z hlavních zařízení, která mají být vyvinuta pro vesmírný výzkum. S očekáváním výsledků nové družice COBE se zpráva zmínila o studiu a vývoji dlouhotrvajících vesmírných letů kryogenicky chlazených infračervených teleskopů. Vypuštění Infračerveného astronomického satelitu roku 1983, vyvinutého ve spolupráci Spojených států, Nizozemska a Velké Británie, který jako první provedl kompletní infračervený průzkum nebe, povzbudilo vědce po celém světě k práci na dalším vývoji technologie infračervených detektorů.
Většina raných konceptů viděla cestu v opakovaných letech na palubě raketoplánu. Tento přístup se vyvinul v době, kdy se čekalo, že program raketoplánů bude schopen podporovat každotýdenní lety s trváním do třiceti dnů. Zpráva NASA z května roku 1983 popisuje SIRTF jako misi, během které bude využito k raketoplánu připevněných vědeckých přístrojů – „SIRTF by mělo být zařízení velikosti kolem 1 metru, kryogenicky chlazené, sestávající z teleskopu a dalších souvisejících přístrojů. Mělo by být vyneseno na palubě raketoplánu, na oběžné dráze by k němu zůstalo připojeno jakožto vesmírná laboratoř, která by během pobytu ve vesmíru prováděla potřebné výzkumy. Poté by se měla společně s raketoplánem vrátit opět na Zemi, kde by byla znovu připravena k dalšímu letu.“ Počítalo se, že s prvními lety by se mohlo začít po roce 1990. Let laboratoře Spacelab-2 na palubě Challengeru (mise STS-51-F) v roce 1985 však ukázal, že prostředí raketoplánu je pro infračervený dalekohled značně nevhodné z důvodu kontaminace kosmickým smetím, nacházejícím se na oběžné dráze. Od září 1983 tedy NASA začala zvažovat možnost dlouhotrvajícího letu, během něhož by SIRTF prováděl pozorování ve volném prostoru bez raketoplánu.
Spitzerův vesmírný dalekohled je jediným zařízením z projektu Velkých observatoří, které nebylo vyneseno na oběžnou dráhu pomocí raketoplánu, se kterým se v této misi původně počítalo. Po katastrofě raketoplánu Challenger roku 1986 však bylo zakázáno používání druhého stupně nosných raket Atlas – Centaur LH2/LOX, který byl používán pro dopravení nákladu na vyšší oběžnou dráhu. Během 90. let prodělala mise sérii různých úprav, především kvůli škrtům v rozpočtu. To sice vyústilo v mnohem menší avšak stále přínosnou misi, která mohla jako nosič využít raketu Delta II.
Jednou z nejdůležitějších změn bylo využití heliocentrické orbity. To znamená, že Spitzer obíhá kolem Slunce po stejné oběžné dráze jako Země. Zemi následuje v závěsu v tzv. libračním centru 2 (L2), přičemž se od ní vzdaluje přibližně o 0,1 AU za rok. Kryogenicky chlazené družice, které potřebují tekuté helium (LHe, T ≈ 4 K) jsou obvykle v blízkosti Země vystaveny značné tepelné zátěži a k jejich chlazení je tedy nutné využívat velké množství chladicí látky, která poté zabírá většinu nákladové kapacity a zkracuje tím maximální délku mise. Umístěním satelitu na oběžnou dráhu Slunce bylo možné využít inovativní technologie jako např. pasivní chlazení (solární štít), které dramaticky snížily celkové množství potřebného helia (a také finanční náklady). Spitzer je ve svém aktuálním umístění odstíněn od Slunce i Země, neboť je od nich nasměrován na opačnou stranu. S využitím unikátních vlastností této orbity byl vyvinut speciální systém pro ukládání dat a telemetrie teleskopu tzv. „Store-and-Dump Telemetry“ (viz níže).

### Start mise
K vypuštění došlo v pondělí 25. srpna 2003 v 5 h 35 min 39 sek UT z Cape Canaveral Space Force Station za pomoci nosné rakety Delta II (7920H ELV).
- 05:35:39 UT – start rakety Delta (7920H ELV)
- 05:36 – dosažena rychlost 1 Ma
- 05:37 – odhození šesti startovacích motorů
- 05:40 – odstavení motoru 1. stupně; následné odhození 1. stupně
- 05:42 – výška: 144,81 km; rychlost: 25 890 km/h
- 05:43 – plánované vypnutí motoru 2. stupně, dosažena vyčkávací orbita
- 06:16 – znovuzažehnutí motoru 2. stupně
- 06:20 – SIRTF naveden na únikový orbit rychlostí 11,05 km/s
- 06:25 – SIRTF se odděluje od 2. stupně rakety Delta
- 06:41 – Stanice sítě Deep Space Network u Canberry v Austrálii definitivně navazuje spojení se SIRTF.

## Vybavení a technologie[pozn. 1]
Hlavní sada přístrojů (teleskop a kryogenní komora) byla vyvinuta společností Ball Aerospace & Technologies Corp. Další zařízení byla vyvinuta průmyslovými, akademickými a vládními institucemi jako např. Cornell, University of Arizona, Smithsonian Astrophysical Observatory (spíš Harvard-Smithsonian Center for Astrophysics), Ball Aerospace a Goddard Spaceflight Center. Tělo Spitzerova vesmírného dalekohledu bylo zkonstruováno společností Lockheed Martin.

### Teleskop
Teleskop byl navržen tak, aby jeho hmotnost nepřekračovala 50 kg, a jeho konstrukce dokázala odolat extrémně nízkým teplotám, v tomto případě −268 °C. Hlavní zrcadlo dalekohledu má průměr 85 cm, f/12 (ohnisková vzdálenost je dvanáctinásobkem průměru zrcadla), je vyrobeno z beryllia, jehož výhodu je velice malá tepelná vodivost při nízkých teplotách, a je ochlazováno na teplotu 5,5 K. Teleskop je vybaven třemi zařízeními (viz níže), která mu umožňují snímání a fotometrii vlnových délek od 3 do 180 mikrometrů, spektroskopii od 5 do 40 mikrometrů a spektrofotometrii od 5 do 100 mikrometrů.

#### Snímače v teleskopu
Zařízení teleskopu jsou následující:
- IRAC (Infrared Array Camera), infračervená kamera, která operuje současně ve čtyřech vlnových délkách (3,6 µm, 4,5 µm, 5,8 µm a 8 µm). Rozlišení je 256 × 256 pixelů.
- IRS (Infrared Spectrograph), infračervený spektrometr se čtyřmi podmoduly, který operuje ve vlnových délkách 5,3–14 µm (nízké rozlišení), 10–19,5 µm (vysoké rozlišení), 14–40 µm (nízké rozlišení) a 19–37 µm (vysoké rozlišení).
- MIPS (Multiband Imaging Photometer for Spitzer),[5] který provádí snímání a získává spektroskopická data z infračerveného záření větších vlnových délek. Sestává ze tří snímacích modulů: První má rozlišení 128 x 128 pixelů snímající záření λ= 24 mikrometrů, který je vyroben z křemíku, navíc obohaceném arsenem.[5] Další z modulů má rozlišení 32 x 32 pixelů a snímá IR záření λ= 70 mikrometrů a dále v rozsahu 50–100 mikrometrů. Poslední modul s rozlišením 2 x 20 mikrometrů je využíván pro snímání vlnových délek 160 mikrometrů. Snímací schopnost MIPS se pohybuje v rozmezí 5 x 5 úhlových minut (nejkratší vlnová délka) až 0,5 x 5 (nejdelší vlnová délka).[5]

Dříve byla pozorování v infračerveném oboru spektra prováděna kombinací pozemských a vesmírných pozorování. Pozemské hvězdárny mají nevýhodu v tom, že zemská atmosféra pohlcuje značné množství infračerveného záření. Z tohoto důvodu je tedy nutné prodlužovat dobu expozice, což značně snižuje možnost sledovat slabší objekty. Předchozí satelity pro IR pozorování jako např. IRAS – (Infrared Astronomical Satellite) a ISO (the Infrared Space Observatory) byly v provozu v letech 1980–1990. Od těchto dob však došlo k velkým změnám v astronomických technologiích.

### Architektura kryogenního systému

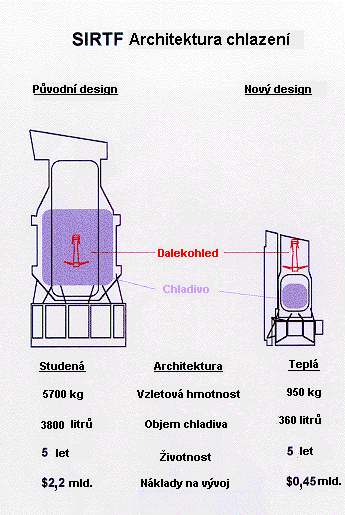
Porovnání efektivity staré a nové technologie

Předchozí infračervené teleskopy ve vesmíru byly zahaleny obrovským kryostatem, který obsahoval supratekuté helium a umožňoval fungování teleskopu o teplotách blízko absolutní nule. Taková konfigurace vešla ve známost jako tzv. Cold launch architecture. Na rozdíl od teleskopů IRAS a ISO, však bylo u Spitzera využito inovativní technologie tzv. Warm launch architecture. Spitzerův vesmírný dalekohled je z převážné části ochlazován přirozenou teplotou vesmírného prostředí (pasivní chlazení). Pouze snímací zařízení, které vyžaduje dodatečné ochlazování, je ukryto společně s kryostatem ve speciální vakuové schráně. Pro správné fungování technologie „warm launch“ je však nezbytná správná volba umístění (orbity). Pokud je teleskop umístěn v dostatečně velké vzdálenosti od Země, je teplota okolního prostředí schopna jej ochladit již během několika týdnů na teplotu 40 K. Během této doby je chlazení zajišťováno vnější schránou s tekutým heliem – postupně se odpařující helium ochlazuje teleskop na operační teplotu 5,5 K. Jedním z největších přínosů této technologie je celková redukce velikosti celé této observatoře a snížení nákladů na dopravu zařízení na oběžnou dráhu.
Pro porovnání: SIRTF spotřebuje 360 litrů helia během pěti let, u jeho předchůdce IRAS to činilo 520 litrů spotřebovaných za 10 měsíců a nakonec ISO, který spotřeboval 2140 litrů během 2,5 roční mise.
S použitím této úsporné inovativní technologie se (s určitými úpravami) počítá i u nových projektů vesmírných infračervených teleskopů, jako je např. Vesmírný dalekohled Jamese Webba.

### TelemetrieStore-and-Dump
Další inovací použitou u Spitzera je speciální metoda zpracování získávaných dat tzv. Store-and-Dump Telemetry (přeložitelné jako ulož a vysyp). V jeho těle se nachází vysokopaměťový počítač, který využívá speciální bezeztrátový komprimační software k přenosu dat na Zemi. K tomu je využívána vysokopříjmová nepohyblivá anténa uchycená na zadní části konstrukce. Výzkumné práce prováděné Spitzerem jsou přerušeny pouze jednou či dvakrát za den, kdy je za účelem odeslání dat nutné znovu zaměřit konkrétní vysílač na zemském povrchu. Telemetrie je zajišťována komunikační sítí Deep Space Network a probíhá v přesně stanovených jednohodinových časových „oknech“ každých 12 až 24 hodin.
Nové operační úkoly jsou Spitzeru obvykle zasílány v týdenních blocích, avšak v případě potřeby tato telemetrie umožňuje i častější komunikaci. Průměrná přenosová rychlost činí 80 kb/s. Díky kapacitě paměti 8 Gb je možné uložit data i za celý pozorovací den pro případ, že by došlo k promeškání přenosového okna, s možností stažení v okně následujícím. Odhaduje se, že tento systém umožňuje teleskopu provést až o 100 000 pozorování více, než kdyby se využil klasický způsob komunikace.

### Pointing Control System (PCS)
Pointing Control Sub-System (Zaměřovací kontrolní Sub-systém) je tříosý, celestiálně-inertní navigační systém Spitzerova vesmírného teleskopu. Řídí se podle koordinačního systému J2000 (palubní katalog hvězd obsahuje 87 000 hvězd do 9. magnitudy), který je implementován Sledovačem hvězd. Sledovač hvězd (SH) je určen k zaměřování konkrétních cílů na obloze s přesností ±0,5 úhlových minut. Zorné pole zaměřovače činí 5° x 5°, což Spitzerovi umožňuje zaměření jakéhokoli bodu na obloze. K polohování Spitzera SH obvykle využívá 40 hvězd najednou. V momentě, kdy je SH využíván pro jiný účel, zajišťují správné polohování palubní gyroskopy.
PCS sestává z počítače vybaveného letovým softwarem, který je nezbytný pro precizní navigaci, stabilizaci, natáčení a sledování cílů Spitzerova vesmírného dalekohledu. Dále umožňuje rychlé přenastavení a přeorientování vědeckých přístrojů na palubě a zajišťuje řízení drobných korekčních manévrů. Provádí také neustálou osovou kalibraci dalekohledu, zajišťuje správnou orientaci solárních panelů a směrování vysokopříjmové antény za účelem komunikace s operačním střediskem. Pomocí širokoúhlých detektorů Slunce také kontroluje, zda nedochází k přílišnému vychýlení od stanovené polohy.

## Výsledky
První snímky získané Spitzerovým dalekohledem byly sestaveny tak, aby zvýraznily hlavní přednosti a schopnosti dalekohledu; ukázaly žhavé rodiště hvězd, galaxie, disk úlomků formujících se planet a organické plyny v hlubokém vesmíru. Od této doby se v odborném i běžném tisku pravidelně vyskytovaly snímky ze Spitzeru, podobně, jako tomu bylo u snímků z Hubbleova vesmírného dalekohledu NASA a ESA. Jeden z jeho největších úspěchů nastal v roce 2005, kdy zachytil přímé světlo z exoplanet HD 209458 b a TrES-1 nazývaných žhavé Jupitery (planety o hmotnosti podobné jako planeta Jupiter, které obíhají ve vzdálenosti pouze 0,05 AU od své mateřské hvězdy). Bylo to poprvé, kdy byly exoplanety přímo vizuálně zobrazeny. Dříve se dalo umístění exoplanety pouze „odhadovat“ na základě pohybu hvězdy, kterou obíhaly. V dubnu 2005 Spitzer objevil, že hvězda Cohen-kuhi Tau/4 měla planetární disk, který byl o mnoho menší a mladší než se dříve předpokládalo, což přispělo k lepšímu poznání o tvoření planetárních disků.
I když je většina provozního času dalekohledu vyhrazena pro účastnické instituce a hlavní projekty, mají astronomové z celého světa možnost předložit vlastní návrh na konkrétní pozorování. Mezi hlavní cíle patří planety, vzdálené galaxie a rodící se hvězdy. Obrázky získané z tohoto projektu jsou volně dostupné pro vzdělávací i novinářské účely. V roce 2004 bylo oznámeno, že Spitzer objevil slabé a velice žhavé těleso, které se stalo kandidátem na nejmladší hvězdu, jaká kdy byla pozorována. Schopnosti dalekohledu byly také otestovány na plynném jádru s označením L1014, vzdáleném 650 ly, které se předtím pozemským dalekohledům a dalekohledu ISO jevilo jako úplně tmavé. Pokročilá technologie Spitzeru odhalila uprostřed tohoto objektu jasnou, červeně zářící skvrnu. Vědci z Texaské univerzity v Austinu se domnívají, že se jedná o hvězdu v raném vývojovém stádiu, která do sebe absorbuje okolní plyny a prach. Po bližším průzkumu daného místa dalekohledy ze Země bylo zachyceno slabé záření vějířovitého tvaru. Roku 2005 zjistili vědci z Wisconsinské univerzity v Madisonu a Whitewateru na základě čtyř set hodin pozorování, že galaxie Mléčná dráha je oproti původním předpokladům spirální galaxií s příčkou. V březnu 2006 astronomové oznámili, že našli mlhovinu nacházející se asi 300 ly od obří černé díry v centru Mléčné dráhy, která byla nazvána Double Helix. Jak vyplývá ze snímků, je stočená do tvaru dvojité spirály. Tento fakt je interpretován jako důkaz silných magnetických polí vytvářených plynným diskem obíhajícím kolem obří černé díry ve středu galaxie, 300 ly od mlhoviny a 25 tisíc ly od Země.

### Světlo z nejstarších známých hvězd ve vesmíru
V říjnu 2003 byl Alexanderem Kashlinskym a Johnem Matherem učiněn další objev. Oznámili, že bylo pravděpodobně zachyceno světlo z nejstarších, doposud známých hvězd ve vesmíru. Obrázek kvasaru v souhvězdí Draka, který měl sloužit pouze pro kalibraci dalekohledu, byl objeven proto, že vyzařoval infračervené světlo, které značně vyniklo po odstranění světla ze známých objektů. Kashlinsky a Mather jsou přesvědčeni, že početné barevné (oranžové a červené) skvrny v tomto záření jsou světla hvězd zformovaných v období 100 milionů let po velkém třesku, která mají, z důvodu rozpínání vesmíru, značný červený posuv.

### První mapa exoplanety
V roce 2007 byla také úspěšně zmapována teplota atmosféry exoplanety HD 189733 b (mateřská hvězda HD 189733) vzdálené 63 světelných let od Země a byla tak získána vůbec první mapa tohoto druhu. Jedná se o plynného obra – tzv. horkého Jupitera, u nějž byla zmapována teplota plynných mračen, nacházejících se ve svrchních částech atmosféry. HD 189733 b oběhne svou mateřskou hvězdu jednou za 2,2 dne. Tato planeta má vůči ní vázanou rotaci, je tedy k hvězdě natočena stále stejnou stranou a na její přivrácené straně se nachází „horká skvrna“ (nejteplejší oblast), která má ke hvězdě sklon 30°. Teplota tmavé strany se odhaduje na 650 °C a teplota přivrácené strany činí 930 °C. Tento nepříliš velký rozdíl se vysvětluje působením silných větrů v atmosféře, které dosahují rychlostí blížících se 9700 km/h, teplou skvrnu postupně tlačí směrem na východ a tím pomáhají vyrovnávat rozdíly teplot na obou stranách planety.

### Projekty GLIMPSE a MIPSGAL
GLIMPSE (Galactic Legacy Infrared Mid-Plane Survey Extraordinaire, glimpse v angličtině zároveň znamená záblesk, letmý pohled, mihnutí, tušení) je průzkum prováděný Spitzerovým vesmírným dalekohledem, který snímá 300stupňovou plochu vnitřní části galaxie Mléčná dráha v infračerveném oboru spektra za použití kamery IRAC. V rámci tohoto projektu bylo pořízeno celkem 444 000 fotografií ve čtyřech různých vlnových délkách. Bylo zkatalogizováno 72 miliónů hvězd (včetně průzkumu GLIMPSE3D survey, kdy bylo zkatalogizováno 100 miliónů hvězd). Ze všech těchto fotografií byla sestavena obrovská mozaika, která vědcům pomůže lépe objasnit strukturu středu galaxie a strukturu spirálních ramen galaxie. Během průzkumu GLIMPSE bylo také zkatalogizováno na 20 000 „červených“ zdrojů, z nichž 75 % tvoří nově se rodící hvězdy a 25 % hvězdy již rozvinuté. Dále bylo objeveno 300 výtrysků hmoty z nově se rodících masivních hvězd a 59 nových hvězdokup.
MIPSGAL je obdobný průzkum snímající 278° galaktického disku v delších vlnových délkách.
3. června 2008 byl na 212. konferenci American Astronomical Society (Americká astronomická společnost) v Saint Louis ve státě Missouri (USA), zveřejněn zatím nejdetailnější infračervený portrét Mléčné dráhy, který byl vytvořen spojením 800 tisíc samostatných fotografií.

### Objev „hvězdné porodnice“

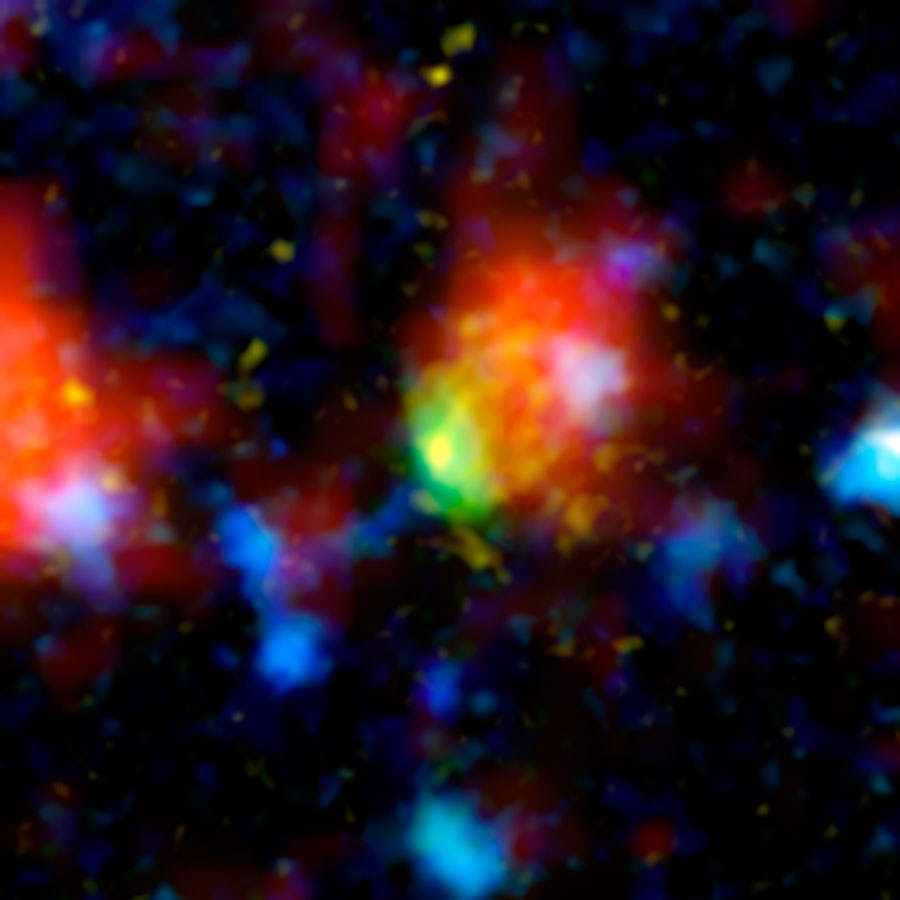
Snímek galaxie „Baby boom“ – zelené a červené skvrny jsou nejaktivnějšími oblastmi, kde vznikají hvězdy; oranžové části jsou světla z vnějších částí galaxie; modré skvrny jsou bližší galaxie, které neprodukují ani zdaleka tolik hvězd jako „Baby boom“

10. července 2008 vyšla tisková zpráva oznamující objev velice aktivního rodiště nových hvězd (tzv. Baby boom galaxy). Je to velice vzdálená galaxie, v níž vzniklo 4000 hvězd za jediný rok (v naší Galaxii pro srovnání vzniká ročně asi 10 hvězd). S takovou intenzitou vzniku hvězd stačilo této galaxii 50 milionů let (což je v kosmickém měřítku velmi krátká doba), aby se vyrovnala největším galaxiím, jaké známe. Na objevu se podílel Spitzerův vesmírný dalekohled a několik dalších teleskopů. Objev tak intenzivního rodiště hvězd do značné míry odporuje uznávané teorii, tzv. hierarchickému modelu, podle které se galaxie tvoří velmi pozvolna pohlcováním částí menších galaxií – tedy ne tak rychle a „explozivně“, jak tomu je u této nově objevené galaxie. Peter Capak ze Spitzer Science Center řekl: „Tato galaxie nyní zažívá období největšího ‚baby boomu‛, během něhož se rodí většina jejích hvězd“.
Objevená galaxie patří do kategorie tzv. starburst galaxií, v nichž hvězdy vznikají mnohem častěji než u jiných galaxií stejné velikosti. Je nejzářivější starburst galaxií vzdáleného vesmíru – vysoká zářivost indikuje překotné vznikání nových hvězd. Jako první spatřily tuto galaxii Hubbleův vesmírný dalekohled a japonský Subaru Telescope na havajské hoře Mauna Kea. Galaxii však pozorovaly ve viditelném oboru spektra a kvůli obrovské vzdálenosti nešlo rozpoznat její charakter. Když se do pozorování zapojil i Spitzerův vesmírný dalekohled a James Clerk Maxwell Telescope, pracující v infračervených a submilimetrových vlnových délkách, vynikla jako nejzářivější ze své skupiny galaxií. V infračerveném světle je mnohem lépe vidět proto, že nově se rodící hvězdy produkují mnoho prachu a silné ultrafialové záření. Okolní prach záření absorbuje, ovšem zahřívá se tím a získanou energii vyzařuje v podobě infračerveného záření. Proto se tato galaxie infračerveným senzorům jeví jako velice zářivý objekt.
Po objevu této galaxie následovala další pozorování pomocí několika teleskopů, jako například Keckových dalekohledů, za účelem zjištění její vzdálenosti. Ta byla určena na 12,3 miliardy světelných let.

### Pátrání po vesmírných diamantech

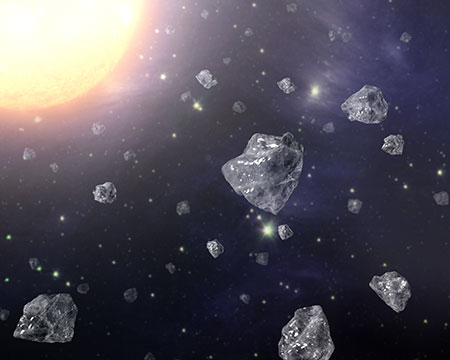
Umělecká představa vesmírných nanodiamantů

Diamanty jsou na Zemi vzácnou surovinou, ovšem ve vesmíru jsou podle vědců z NASA Ames Research Center v Moffett Field (USA) naprosto běžné. Spitzerův vesmírný dalekohled byl nasazen s cílem potvrdit tuto hypotézu a dozvědět se o diamantech ve vesmíru více, protože jeho citlivé infračervené vybavení se k tomu výborně hodí. Vědci pomocí počítačových simulací vypracovali strategii, jak nalézt diamanty nanometrových rozměrů, tedy 25 000× menší než zrnko písku. I přes své malé rozměry mohou tyto diamanty být velice užitečné k hlubšímu poznání toho, jak se ve vesmíru chovají molekuly bohaté na uhlík, základní stavební prvek života na Zemi. Předpoklad, že se v kosmu vyskytuje velké množství diamantů, byl vysloven již v 80. letech 20. století, kdy bylo v meteoritech nalezeno velké množství nanometrových diamantů. Celkem 3 % uhlíku obsaženého v meteoritech je ve formě nanodiamantů.
Přes jejich množství nelze tyto částice pozorovat běžnými optickými dalekohledy. Je třeba využít jejich specifické infračervené a elektrické vlastnosti. Díky vysokému obsahu uhlíku absorbují velké množství energie z ultrafialového záření, a pak ji vyzařují jako záření infračervené – vytvářejí tedy stejně jako mnohé jiné molekuly ve vesmíru specifické „infračervené otisky prstů“. Z toho plyne, že je pro pozorování nejvhodnější, pokud se nanodiamanty nacházejí v blízkosti velice horké hvězdy. Bylo zjištěno, že nanodiamanty většinou vyzařují IR záření o vlnových délkách 3,4 až 3,5 a 6 až 10 mikronů. V těchto vlnových délkách je Spitzer obzvláště citlivý, a mohl by tedy pomoci shromáždit potřebná data.
 

## Teplá mise

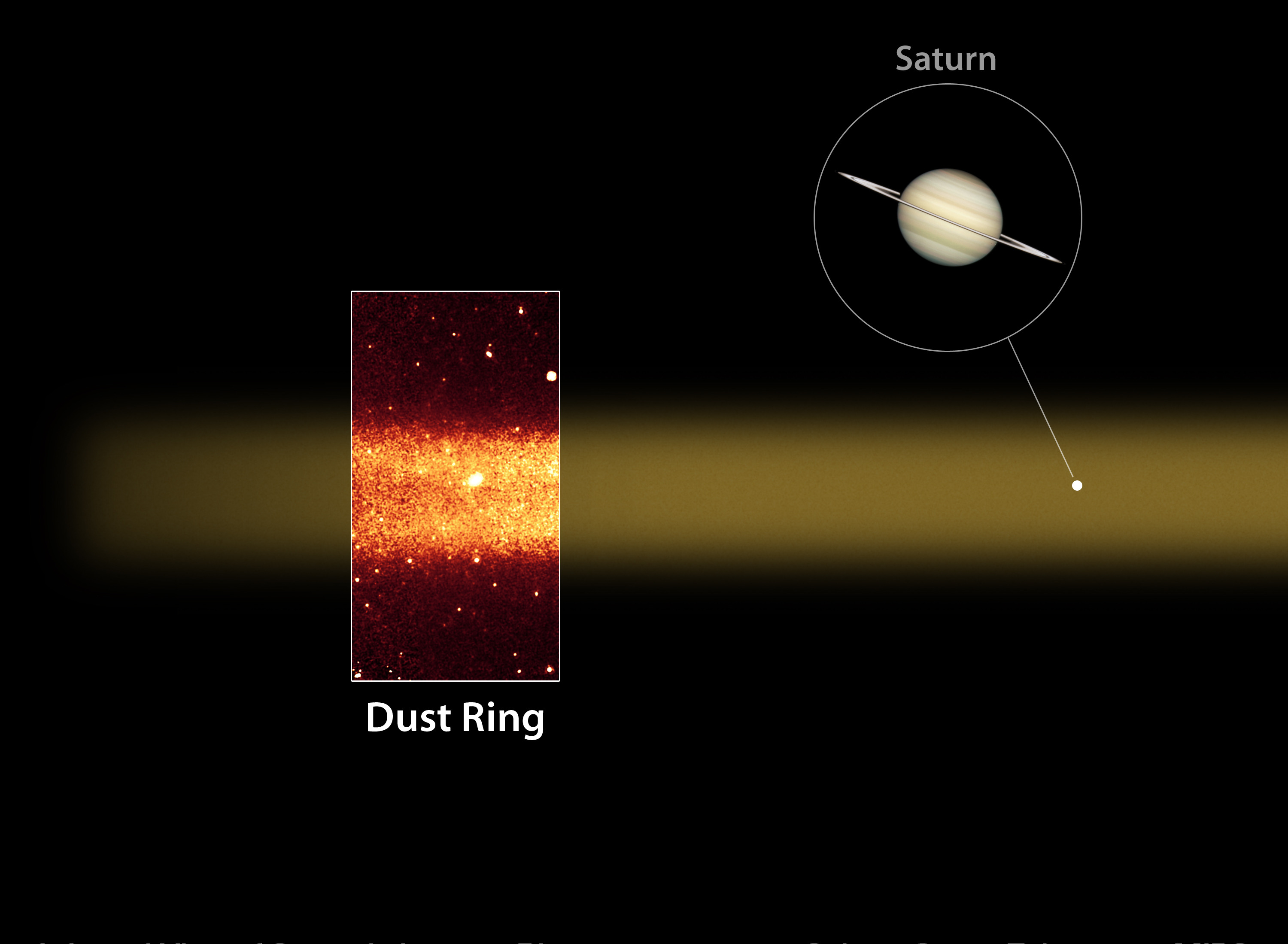
Nově objevený obrovský vnější prachový prstenec Saturnu v nepravých barvách. Ve výřezu se nachází zvětšený Saturn spolu se soustavou svých nejviditelnějších prstenců

Po vyčerpání zásob tekutého hélia vstoupil Spitzer do fáze tzv. „teplé mise“. Valná část pozorovacích zařízení dalekohledu je již mimo provoz. Funkčními zůstaly infračervené kamery IRAC, pracující v krátkých vlnových délkách, které musely být zkalibrovány pro práci v novém tepelném režimu. Jejich první snímky ukázaly, že kamery IRAC podávají dobré výkony i přes své značné zahřátí – podobné snímky by totiž dokázal ze Země exponovat pouze dalekohled s průměrem objektivu třiceti metrů.
V říjnu 2009 Spitzerův vesmírný dalekohled objevil nový prstenec Saturnu. Tento mimořádně velký prstenec, nazývaný také prstenec Phoebe (podle měsíčku, který v něm obíhá) je tvořen velmi řídkým prachem. Studený prach, příliš matný na vizuální pozorování, vydává infračervené záření, které Spitzer zachytil.
18. března 2010 vyšel v časopise Nature článek s informací, podle níž se prostřednictvím pozorování Spitzerova dalekohledu podařilo objevit nejstarší známé kvasary ve vesmíru. Jejich vysoký věk se vyvozuje z faktu, že tyto objekty neobsahují žádný prach, jehož přítomnost se v raných stádiích vesmíru nepředpokládá. Ačkoli opticky byly tyto kvasary objeveny již při pozorování SDSS (Sloan Digital Sky Survey), až teprve pozorování Spitzera ukázalo, že těmto kvasarům chybí tepelné záření prachu, typické pro všechny ostatní dosud známé kvasary.
Mezi další úkoly Spitzera, které by měl zvládnout do konce své životnosti, patří zpřesnění hodnoty Hubbleovy konstanty, hledání galaxií na okraji vesmíru, zpřesnění parametrů více než 700 těles, která se pravidelně přibližují k Zemi, či pozorování atmosfér plynných exoplanet, která jsou postupně objevována vesmírnou observatoří Kepler.